# Cavillatrix papuana
Cavillatrix papuana là một loài ruồi trong họ Tachinidae.